# 2'-Hidroksikokain
2'-Hidroksikokain (Salicilmetilekgonin) je tropanski derivat koji je sintetički analog i mogući aktivni metabolit kokaina. Njegova potentnost in vitro je oko deset puta veća od kokaina, mada je samo tri puta potentniji od kokaina kad se ispituje na miševima.